# Drosophila immigrans (artgrupp)
Drosophila immigrans är en artgrupp inom släktet Drosophila och undersläktet Drosophila. Artgruppen består av fyra artundergrupper och 13 övriga arter, totalt 90 arter. De flesta arter i artgruppen har utbredningsområden i östra Asien och innehåller de flesta av den orientaliska regionens Drosophilaarter. Artgruppen är troligen polyfyletisk. En studie från 1988 hittade 22 olika arter från artgruppen bara i provinsen Yunnan i Kina.

## Artundergrupper i artgruppen
- Drosophila hypocausta (artundergrupp)
- Drosophila immigrans (artundergrupp)
- Drosophila nasuta (artundergrupp)
- Drosophila quadrilineata (artundergrupp)

## Övriga arter inom artgruppen
- Drosophila balneorum
- Drosophila chamundiensis
- Drosophila cheongi
- Drosophila crispipennis
- Drosophila fuscicostata
- Drosophila hexaspina
- Drosophila maryensis
- Drosophila metasetigerata
- Drosophila pentafuscata
- Drosophila quadriserrata
- Drosophila setitarsa
- Drosophila trichaeta
- Drosophila trilimbata